# John Flügel
John Carl Flügel (Liverpool, 13 giugno 1884 – Londra, 6 agosto 1955) è stato uno psicologo e psicoanalista britannico, noto come l'unico psicologo del suo tempo ad aver stabilito un ponte tra la psicologia accademica e la psicoanalisi.

## Biografia
Flügel nacque a Liverpool il 13 giugno 1884. Suo padre era tedesco e sua madre inglese, e la famiglia aveva anche legami stretti con la Francia, motivo per cui Flügel, crescendo, imparò tutte e tre le lingue. Per via di una malformazione congenita dei piedi, tuttavia, non seguì un percorso normale nell'educazione secondaria.
All'età di soli 17 anni, in compenso, cominciò a frequentare l'Università di Oxford, dove conseguì un dottorato in filosofia, e cominciò a sviluppare un notevole interesse per l'Ipnosi, entrando a far parte della Frederic W. H. Myers' Society for Psychical Research.  Cominciò poi ad interessarsi anche di Psicologia sperimentale subendo l'influenza di William McDougall, e trascorse qualche tempo studiando a Würzburg prima d'incontrare Charles Spearman all'Università di Londra. Lì conseguì un dottorato in scienze e insegnò come professore ausiliario dal 1929 al 1944.
Della British Psychological Society Flügel fu Segretario Onorario della dal 1911 al 1920, Bibliotecario Onorario dal 1911 al 1932, e Presidente dal 1932 al 1935.  Durante la Prima guerra mondiale diede un elevato numero d'importanti contributi alla Società, della quale divenne Socio Onorario.  Fu inoltre Membro Onorario della Indian Psychological Association, nel 1948 divenne Presidente del Comitato di programmazione del Congresso Internazionale sulla salute Mentale, e nel 1950 della sezione di Psicologia della British Medical Association.

### Carriera psicoanalitica e scritti
Dopo essere entrato in analisi con Ernest Jones, i due divennero amici, e Flügel (insieme a Jones) nel 1919 s'impegnò a fondo nella rifondazione della British Psychoanalytical Society, così come nella riorganizzazione della British Psychological Society. Flügel fu anche segretario dell'International Psychoanalytical Association dal 1919 al 1924, e, nuovamente insieme a Jones, ebbe parte attiva nella creazione dell'International Journal of Psychoanalysis nel 1920. Intervenne attivamente anche nella traduzione del  Vorlesungen (Introductory Lectures on Psycho-Analysis; 1916-1917a [1915-1917]) di Sigmund Freud.
Nel 1921 pubblicò l'opera Studio psicoanalitico della famiglia, che fu acclamato da Eric Berne per le sue intuizioni sul Complesso di Edipo.  Pubblicò anche Gli uomini e le loro motivazioni nel 1934 e Psicologia dell'abbigliamento nel 1930,, che ha continuato a influenzare il pensiero sull'argomento fin nel XXI secolo.
Nel 1945 con l'opera Uomo, morale e società, Flugel tracciò il percorso dall'egocentrismo alla consapevolezza sociale attraverso quella che vedeva come una gerarchia di crescente consapevolezza della necessità d'essere leali.  Riprendendo il suo vecchio mentore, in quest'opera evidenziò pure “la distinzione che McDougall ha fatto a volte fra un 'ideale', che è poco più che un assenso intellettuale a una proposizione morale, e un 'sentimento', che implica una vera mobilitazione”.

## Vita privata
Nel 1913 sposò la psicoanalista Ingeborg Klingberg, con cui ebbe una figlia.
Flügel morì a Londra il 17 agosto 1955.